# Tázló (település)
Tázló település Romániában, Moldvában, Neamț megyében.

## Fekvése
Neamț megyében, a Tázló forrásvidékén fekvő település.

## Története
Tázlót a környék egyik legrégebbi településeként tartják számon. A középkorban vámszedőhely volt a Gyimesi-szoros felé vezető út mentén.
A település nevezetes épületei közé tartozik a kolostortemplom.

## Nevezetességek
- Kolostortemplom - 1491-1497 között, Ștefan cel Mare fejedelem uralkodása alatt épült. Jellegzetesen moldvai típusú elrendezésű: keresztboltozatos előteréhez két részre osztott, kupolákkal fedett hajó kapcsolódik.

Hangsúlyos szentélyzáródása; az oltártér előtti kupola boltozatú naoszhoz délen és északon félkörös fülkebővület, keleten pedig ikonosztázzal elrekesztett apszis csatlakozik.
Kapuzatának tiszafából faragott ajtaja 1596-ból maradt fenn.